# Sapindovke
Sapindovke (znanstveno ime Sapindaceae) je družina dvokaličnic iz reda javorovcev (Sapindales), v kateri je zbranih med 140 in 150 rodov z med 1400 in 2000 vrstami.
Sapindovke so razširjene v zmernem in tropskem podnebnem pasu, mnoge od vrst pa izločajo mlečkast sok, ki je pri nekaterih vrstah blago strupen in vsebuje saponine. Največji rodovi sapindovk so Serjania, Paullinia, Acer in Allophylus.
V preteklosti so bili nekateri rodovi uvrščeni v družini Aceraceae (Acer, Dipteronia) ter Hippocastanaceae (Aesculus, Billia, Handeliodendron), sodobne raziskave pa so te rodove uvrstile v družino Sapindaceae.